# امپراتریس شوشی
امپراتریس شوشی (به ژاپنی: 藤原彰子) یا فوجیوارا نو آکیکو ؛ ۹۸۸ – ۲۵ اکتبر ۱۰۷۴) بزرگ‌ترین دختر فوجیوارا نو میچیناگا در دوره هی‌آن اهل ژاپن بود. پدر او در سن ۱۲ سالگی او را برای زندگی و همسری اصلی (چوگو) امپراتور ایچیجو به دربار فرستاد.